# Jacob Whetton
Jacob Whetton (Brisbane, 15 de junho de 1991) é um jogador de hóquei sobre a grama australiano, medalhista olímpico. He was born on 15 June 1991.

## Carreira
Whetton integrou a Seleção Australiana de Hóquei sobre a grama masculino nos Jogos Olímpicos de Verão de 2020 em Tóquio, quando conquistou a medalha de prata após confronto contra a equipe belga na final da competição.